# Мельников, Семён Алексеевич
Семён Алексеевич Мельников (1915—1982) — старшина Рабоче-крестьянской Красной Армии, участник Великой Отечественной войны, Герой Советского Союза (1945).

## Биография
Семён Мельников родился 14 сентября 1915 года в селе Ахтырка (ныне — Колпнянский район Орловской области). После окончания семи классов школы работал взрывником на золотых приисках. В мае 1937 года Мельников был призван на службу в Рабоче-крестьянскую Красную Армию. С июля 1941 года — на фронтах Великой Отечественной войны. В боях три раза был ранен.
К апрелю 1945 года гвардии старшина Семён Мельников был помощником командира взвода 264-го гвардейского стрелкового полка 87-й гвардейской стрелковой дивизии 43-й армии 3-го Белорусского фронта. Отличился во время штурма Кёнигсберга. В ночь с 5 на 6 апреля 1945 года Мельников во главе группы бойцов штурмом взял важный опорный пункт немецкой обороны в районе населённого пункта Вальдгартен (ныне — в черте Калининграда).
Указом Президиума Верховного Совета СССР от 19 апреля 1945 года за «мужество и героизм, проявленные при штурме Кёнигсберга» гвардии старшина Семён Мельников был удостоен высокого звания Героя Советского Союза с вручением ордена Ленина и медали «Золотая Звезда» за номером 7281.
После окончания войны Мельников был демобилизован. Проживал и работал сначала в Чите, затем в посёлке Первомайский Шилкинского района Читинской области. Умер 13 апреля 1982 года, похоронен в Первомайском.
Был также награждён рядом медалей.
В честь Мельникова названа улица в Шилке и установлен бюст в Колпне.